# Coquillettia saxetana
Coquillettia saxetana är en insektsart som beskrevs av Bliven 1962. Coquillettia saxetana ingår i släktet Coquillettia och familjen ängsskinnbaggar. Inga underarter finns listade i Catalogue of Life.